# Chiesa del Santissimo Salvatore (Terracina)
La Chiesa del Santissimo Salvatore è uno dei principali luoghi di culto della città di Terracina. Capolavoro del Neoclassicismo italiano, essa sorge nel centro storico basso della città presso il Borgo Pio. Aperta al culto nel 1843, la chiesa costituisce tutt'oggi uno dei luoghi più cari ai terracinesi.

## Storia
Nacque come progetto nel periodo neoclassico, e cioè alla fine del XVIII secolo.
La sua costruzione fu ultimata nelle strutture principali nel 1845, come indica la scritta sul timpano del colonnato esterno. Tuttavia, pur incompleta, essa fu aperta al culto nel 1843.
Il cantiere per la costruzione della chiesa non fu mai aperto, nonostante le ripetute istanze rivolte a Pio VII, successore di Papa Braschi. Ciò fu dovuto alle difficoltà dei tempi burrascosi che la Chiesa attraversava, come tutta l'Europa, negli sconvolgimenti politici provocati da Napoleone.
Pio VII (1800-1823) però provvide alle necessità spirituali del quartiere della Marina con la erezione canonica della Parrocchia in Santa Maria di Porto salvo: Bolla dell'11 Marzo 1804. Occorre attendere il 1831 per l'apertura del cantiere per la fabbrica della Chiesa Nuova.
Nel 1830 il progetto fu affidato al giovane architetto urbanista Antonio Sarti (1797-1880), architetto pontificio e professore nella Accademia di San Luca; anch'egli originario dell'Emilia. Era nato nella città di Budrio e per le sue referenze non era meno valente del più noto Valadier.
Il disegno sartiano del SS. Salvatore meritò la medaglia d'oro nella Esposizione Universale di Londra nel 1864. È il capolavoro di Sarti, se non il capolavoro dell'architettura sacra neo-classica d'Italia.

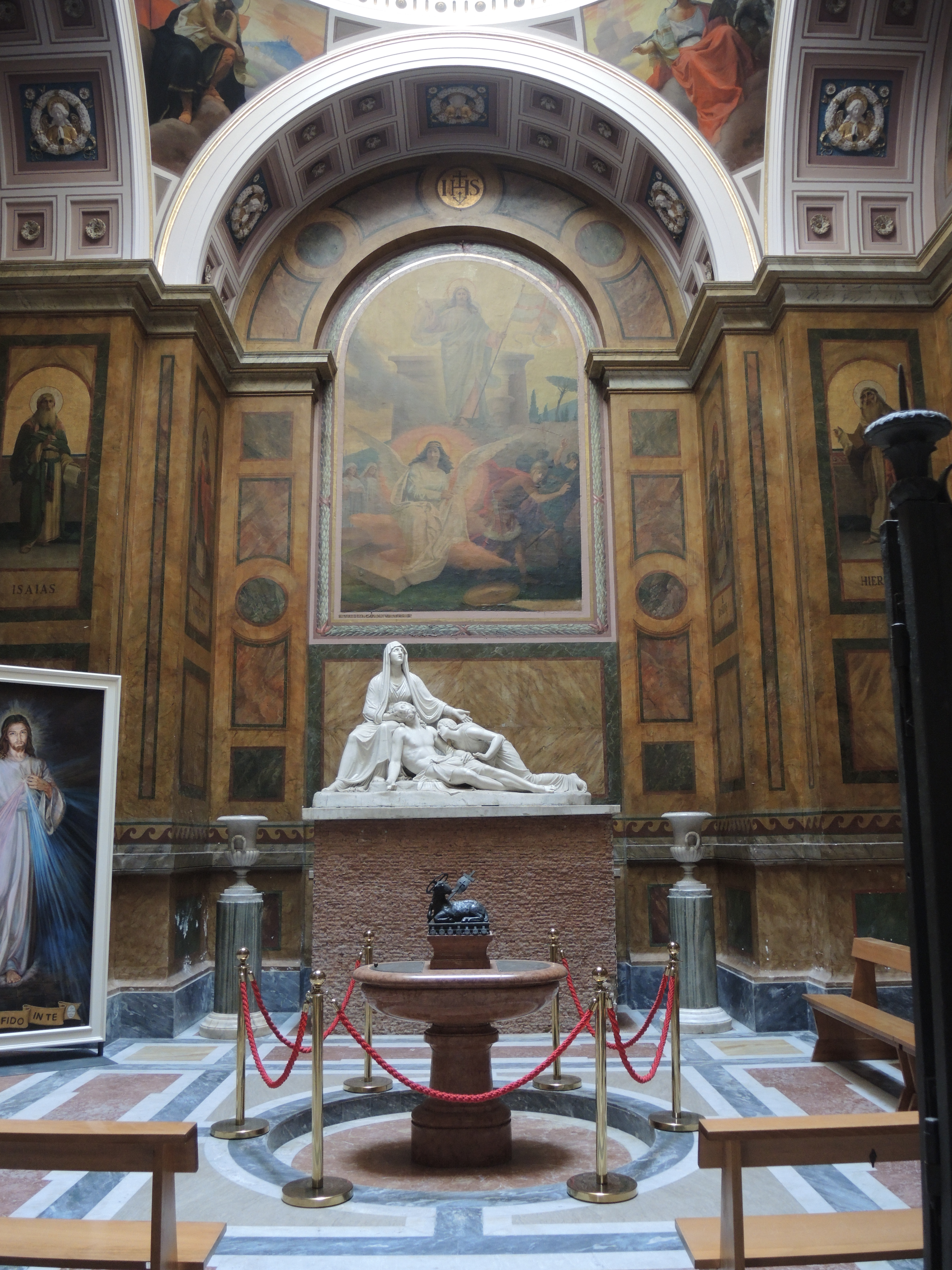
Cappella della Pietà del Baruzzi

Il Sarti, a differenza del Valadier, esaltò la facciata della chiesa creando il superbo pronao che oggi ammiriamo, indietreggiando i due edifici laterali. Fedele esecutore del progetto Sarti fu l'architetto Luigi Mollari, al quale si deve la sistemazione definitiva della Esedra, ora Piazza Garibaldi, i cui fabbricati al centro dovevano congiungersi con un “Portico di transito” a tre fornici; congiungimento mai realizzato.
I lavori della chiesa durarono circa un quindicennio e praticamente coprirono tutto l'arco del pontificato di Gregorio XVI (1831-1846). L'opera di Gregorio è esaltata nella lapide posta nell'atrio esterno, in alto sul portone centrale.
Il 1º maggio 1843 Gregorio XVI venne per la seconda volta a Terracina per l'inaugurazione delle nuove strutture portuali. Fu accolto trionfalmente dalla popolazione, come la prima volta nel 1839. La chiesa, in via di ultimazione provvisoria, (non v'erano né altari né pavimento), ebbe l'onore della celebrazione della Messa da parte di Gregorio XVI su un grande altare ligneo approntato in una notte sola da tutti i falegnami di Terracina, alla vigilia della visita papale.
Che l'altare ligneo avesse il suo valore storico lo dimostra il fatto che esso fu gelosamente custodito ed artisticamente lavorato e nel 1880 collocato nella Cappella della Pietà, detta allora "Cappellone mortuario". Purtroppo l'altare è andato perduto, crollato sotto il peso dei sacchetti dì sabbia posti, durante la guerra, a protezione della Pietà.
Su questo stesso altare, nel Natale del 1843 celebrò la messa prelatizia il Vescovo diocesano Guglielmo Aretini Sillani per la benedizione (si badi bene non la consacrazione) dell'edificio sacro e per la sua inaugurazione ufficiale. Fu una inaugurazione di carattere piuttosto edilizio anziché di apertura delle attività pastorali. Difatti bisognerà aspettare il 1854 per vedervi impiantata la Parrocchia del SS. Salvatore.

## Architettura
Nei documenti pubblici e privati, il SS. Salvatore è indicato come la “Chiesa Nuova” e talvolta anche come la “Chiesa Grande”.

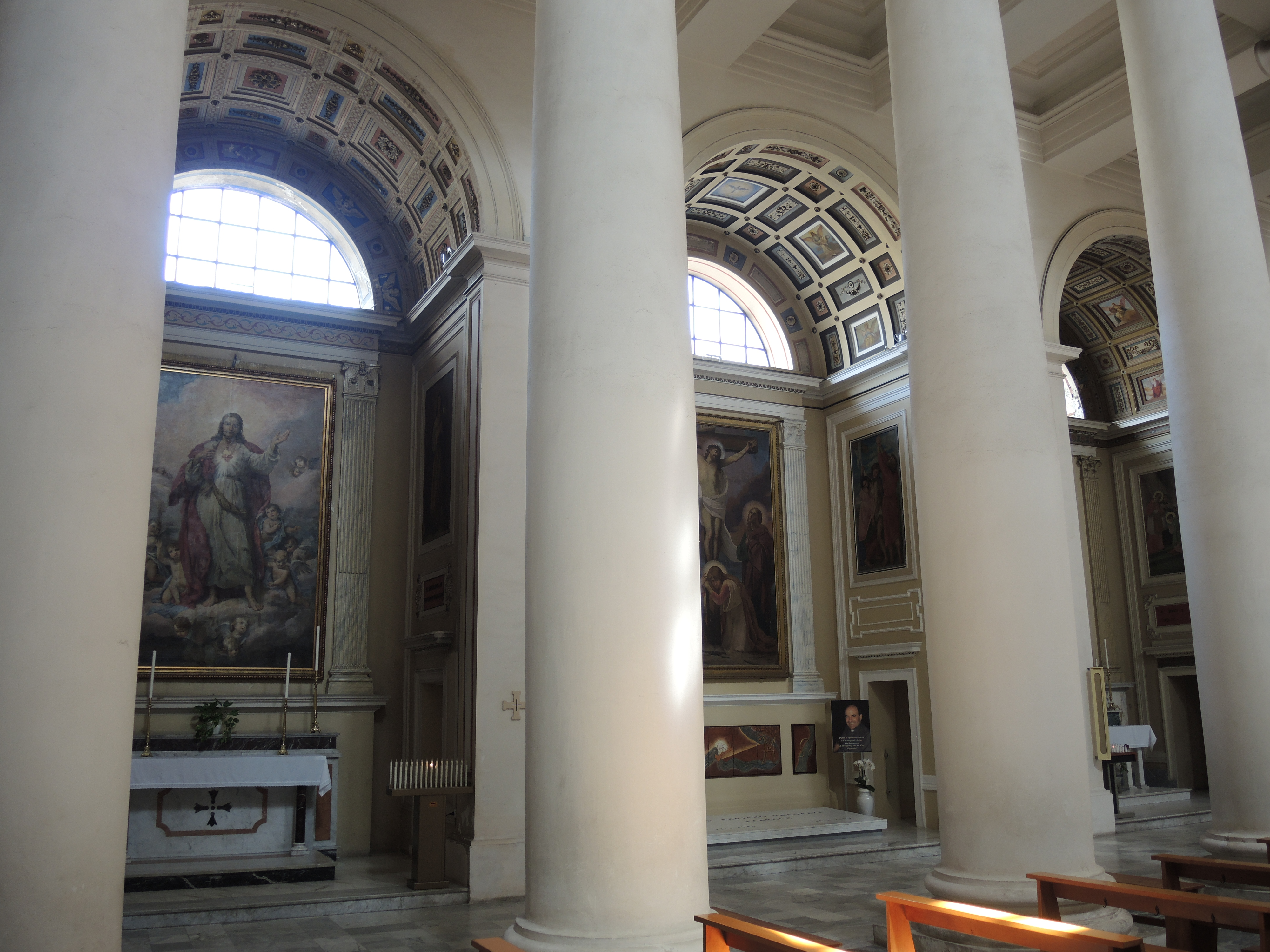
Cappelle laterali

La chiesa è dedicata al Salvatore, “DEO SALVATORI” come dice la scritta esterna.
Originariamente era stata dedicata a San Pio V, per espresso volere di Papa Pio VI, fondatore di Terracina nuova, il quale aveva assunto il nome di Pio per onorare la memoria del Papa della Controriforma.
La chiesa fu affidata alle cure pastorali dei PP. Domenicani e S. Pio V, da cui la chiesa assumeva il titolo originario, era appartenuto all'Ordine dei Domenicani.
L’incarico del primo progetto del nuovo edificio sacro fu dato all'architetto romano Giuseppe Valadier (1762-1832), il migliore urbanista dell'epoca. La committenza a Valadier, architetto di Piazza del Popolo a Roma e dei giardini del Pincio, mostra l'importanza che Pio VI annetteva alla costruzione della Chiesa Nuova, nel contesto del quartiere della Marina che veniva sorgendo e del suo futuro sviluppo.

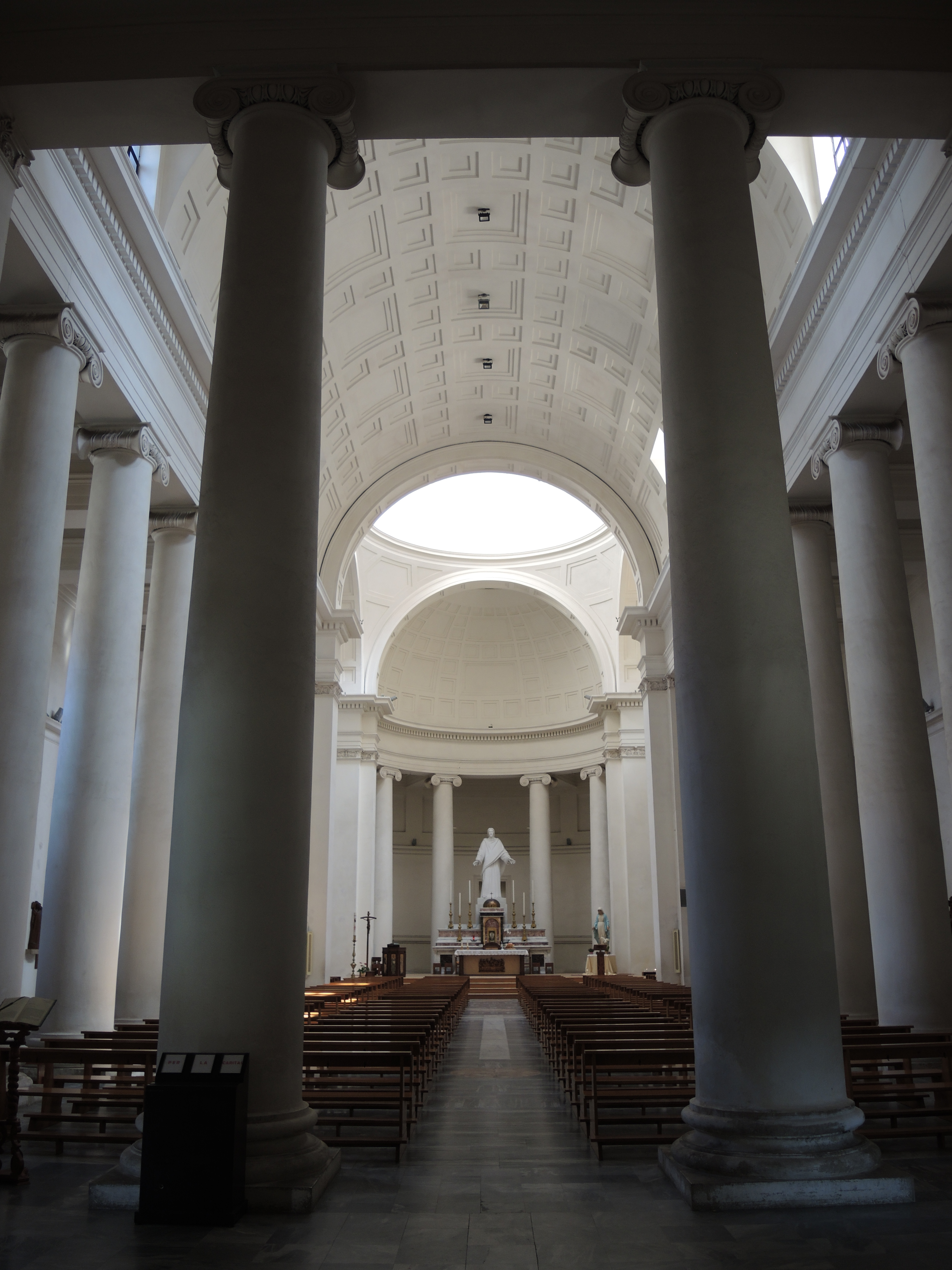
Navata centrale con altare

Il progetto di Valadier comprendeva la costruzione della chiesa e di un convento annesso per la promozione di vocazioni sacerdotali e l'educazione scolastica dei giovani di Terracina.
Per facilitare la costruzione del complesso - chiesa e convento - Pio VI aveva donato alla casa generalizia dei Domenicani molte rubbie di terra e precisamente una tenuta a 'Pontemaggiore" ed una in località "La Sega".
Sennonché, nel 1815 i domenicani rinunciarono alla costruzione del Convento perché era stato riaperto a Terracina il Vecchio Convento di S. Domenico, ma soprattutto perché i redditi delle tenute erano scarsi ed insufficienti a contribuire alle spese della nuova fabbrica.
Con la rinuncia dei Domenicani tramontò anche il progetto di Valadier, che aveva concepito un corpo architettonico compatto e una facciata unica tra chiesa e convento.
L’urbanista aveva ideato anche la bella Esedra (oggi Piazza Garibaldi), come scenario prospettico della chiesa. L'esedra interrompe il filo delle costruzioni sulla Via Appia ed è in collegamento architettonico con la chiesa, così da formare un armonico "Unicum" che nelle intenzioni di Pio VI doveva costituire il cuore della Marina.
La costruzione della chiesa del SS. Salvatore si inserisce in un grande progetto per una vera e propria rinascita di Terracina.
La lunghezza dell'asse maggiore, dal portone centrale al corridoio deambulatorio dell'abside, è approssimativamente di 80 metri, la larghezza di 30 metri e la superficie totale, comprese anche le cappelle, di oltre 2000 m².
Questo è il grande tempio voluto da Pio VI, ma purtroppo egli non ne vide neppure le fondamenta, perché l'occupazione dello Stato Pontificio da parte dei francesi affrettò la fine del suo lungo pontificato, ed il Papa morì in Francia, prigioniero di Napoleone, il 29 Agosto 1799. La lapide collocata nel pilone di sinistra del transetto dell'altare maggiore ricorda il drammatico epilogo del pontificato di Pio VI, collegando ad esso la mancata costruzione della chiesa.